# Hintererb
Hintererb ist ein Gemeindeteil des Marktes Grafengehaig im oberfränkischen Landkreis Kulmbach. Hintererb liegt in der Gemarkung Walberngrün.

## Geografie
Die Einöde liegt am Westhang des Horbacher Bergs (676 m ü. NHN), einer Anhöhe des Frankenwaldes. Ein Anliegerweg führt 100 Meter südöstlich zu einer Gemeindeverbindungsstraße, die nördlich an Hüttenbach vorbei nach Walberngrün bzw. südlich nach Weißenstein verläuft.

## Geschichte
Gegen Ende des 18. Jahrhunderts bestand Hintererb aus einem Anwesen. Das Hochgericht übte das Burggericht Guttenberg aus. Es hatte ggf. an das bambergische Centamt Marktschorgast auszuliefern. Das Burggericht Guttenberg war Grundherr des Söldengütleins.
Mit dem Gemeindeedikt wurde Hintererb dem 1812 gebildeten Steuerdistrikt Eppenreuth und der im selben Jahr gebildeten Gemeinde Walberngrün zugewiesen. Im Zuge der Gebietsreform in Bayern wurde Hintererb am 1. Januar 1972 nach Grafengehaig eingegliedert.

### Einwohnerentwicklung
| Jahr      | 001818 | 001819 | 001861 | 001871 | 001885 | 001900 | 001925 | 001950 | 001961 | 001970 | 001987 |
| Einwohner |        | *      | 7      | 7      | 12     | 9      | 6      | 4      | 5      | 4      | 9      |
| Häuser    | 1      |        |        |        | 1      | 1      | 1      | 1      | 1      |        | 2      |
| Quelle    | [ 6 ]  | [ 9 ]  | [ 10 ] | [ 11 ] | [ 12 ] | [ 13 ] | [ 14 ] | [ 15 ] | [ 16 ] | [ 17 ] | [ 1 ]  |

## Religion
Hintererb ist seit der Reformation evangelisch-lutherisch geprägt und gehört bis heute zur Pfarrei Zum Heiligen Geist (Grafengehaig).